# Nigo
Tomoaki Nagao, más conocido como Nigo (n. en 1970 en Maebashi, Japón) es un diseñador de moda, DJ, baterista y productor. Nigo es el creador de la marca de ropa urbana japonesa A bathing Ape conocida como Bape, y cocreador junto a Pharrell Williams de la marca Billionarie boys club, también conocida como Icecream. Nigo ha sido una gran influencia en el ambiente underground de la moda en los 2000, llegando a influenciar a artistas del momento como Soulja Boy. Tanto que el mismo Soulja hizo una canción llamada BAPES, haciendo clara referencia a las zapatillas de la marca Bape, Bapestas.